# Gospodarstvo Libije
Gospodarstvo Libije predstavlja nacionalno gospodarstvo Države Libije. Samo gospodarstvo većinom ovisi o naftnom sektoru koji čini oko četvrtinu ukupnog BDP-a zemlje te je praktički cijeli izvoz ove zemlje vezan za naftu. Zbog visokih prihoda od ovog sektora i malog broja stanovnika, Libija ima jedan od najviših BDP-a po osobi na afričkom kontinentu. Prihodi od prodaje nafte omogućili su libijskim vlastima uspostavljanje visoke razine socijalne sigurnosti za građane ove zemlje, pogotovo na području obrazovanja i stambenog zbrinjavanja. Početkom 1980-ih, Libija je bila jedna od najbogatijih država na svijetu, s BDP-om po glavi stanovnika puno većim od mnogih razvijenih zemalja Zapada. Ipak, lokalno gospodarstvo ima određenih problema kao što je nezaposlenost koja je s 21% najveća u ovoj regiji.
Sam libijski gospodarski napredak je prekinut 2011. godine kada je u zemlji buknuo građanski rat koji je trajao od veljače pa do kraja listopada. Tijekom tog sukoba je uništeno mnogo infrastrukture koju je potrebno obnoviti i/ili ponovo sagraditi kako bi zemlja mogla nastaviti s ekonomskim rastom. Primjer tome je terminal Al-Hariga koji je oštećen tijekom sukoba dok je prije rata imao dnevni kapacitet od 110.000 barela nafte.

## Gospodarstvo
Dolaskom Muammara al-Gaddafija na vlast 1969. godine, u zemlji se razvija poseban polutržišni gospodarski sustav koji je kombinacija islamskih normi i socijalističke doktrine, uz dominaciju "narodnog" i državnog vlasništva te snažnoga državnog intervencionizma. Preko 90% izvoza čine nafta i zemni plin kao recimo kod alžirskog gospodarstva. Zemlja je članica OPEC-a te se njene zalihe nafte procjenjuju na 30 milijardi barela a zemnog plina na 1.400 milijardi m³.
U usporedbi sa susjednim zemljama Magreba, u Libiji postoji vrlo niska razina apsolutnog i relativnog siromaštva. U posljednjem desetljeću libijska vlast je pokrenula gospodarske reforme kako bi se zemlja uključila u tokove svjetskog kapitalističkog gospodarstva. Ovi napori su pogotovo došli do izražaja nakon ukidanja UN-ovih sankcija u rujnu 2003. godine, nakon čega je Libija ubrzo odustala od programa proizvodnje oružja za masovno uništenje. Neke od ovih reformi su smanjivanje državnih potpora, prijavljivanje za članstvo u Svjetskoj trgovinskoj organizaciji te najavljivanje planova za privatizaciju. Od 2003. godine privatizirano je stotinjak poduzeća u državnom vlasništvu, najviše u području rafiniranja nafte, turizmu te poslovima vezanim za nekretnine. Sektori gospodarstva koji nisu vezani za naftu, prošireni su s obrade većinom prehrambenih proizvoda na proizvodnju i obradu raznih metala i petrokemijskih proizvoda.
Zbog posebnih klimatskih uvjeta i niske kvalitete obradivog tla, poljoprivreda je vrlo ograničena, te je Libija prisiljena uvoziti 80% hrane. Pitka voda je također veliki problem u zemlji, jer 28% stanovništva 2000. godine nije imalo pristup pitkoj vodi. Projekt Goleme umjetne rijeke kojom se podzemna pitka voda nađena u potrazi za naftom dobavlja u sušna područja, znatno bi trebao poboljšati poljoprivrednu proizvodnju ove zemlje.
Iako zbog visokih prihoda od nafte država nije znatno podupirala razvoj turizma kao što je to slučaj u susjednim državama Tunisu i Egiptu, ova gospodarska aktivnost doživljava procvat, te se zahtjevi za hotelskim smještajem i kapacitetima u zračnim lukama neprestano povećavaju. Kako bi se zadovoljili ovi zahtjevi, libijska vlada je odobrila višemilijunsku renovaciju libijskih zračnih luka. Trenutno godišnje ovu zemlju posjeti oko 130.000 gostiju iako se u budućnosti taj broj planira dignuti na 10 milijuna.

### Proizvodnja energenata
Libija je zemlja s najvećim naftnim rezervama u Africi te među najvećim proizvođačima nafte na svijetu. Oko 80% libijskih naftnih rezervi nalazi se na području Sirte Basin dok proizvodnjom nafte upravlja državna tvrtka National Oil Corporation (NOC) zajedno s malim podružnicama. Od ostalih domaćih naftnih kompanija tu su Waha Oil Company (WOC), Arabian Gulf Oil Company (Agoco), Zueitina Oil Company (ZOC) i Sirte Oil Company (SOC).
Nakon što je 1956. godine započelo istraživanje ugljikovodika kod Sirte Basina, Libija je privukla strane naftne kompanije. Otkriće nafte na tom području 1959. godine rezultiralo je dovođenjem američkih tvrtki Esso, Mobil, Texas Gulf i dr. Vojnim udarom iz 1969. godine, na vlast dolazi pukovnik Muammar al-Gaddafi te stvara gospodarski sustav temeljen na islamskim normama i socijalističkoj doktrini. Sljedeće godine osnovana je domaća naftna kompanija National Oil Corporation (NOC). Također, tijekom 1970-ih Gaddafi je proveo nacionalizaciju mnogih stranih naftnih tvrtki. Veliki prihodi ostvareni od prodaje nafte uloženi su u izgradnju cestovne mreže u zemlji, snažnu socijalnu politiku dok je porastao standard građana.
Pri izbijanju Jomkipurskog rata 1973. godine, mnoge arapske zemlje (posebice Libija i Saudijska Arabija) su proglasile embargo na izvoz nafte u zemlje koje podržavaju Izrael, a to se posebice odnosilo na Sjedinjene Države. To je rezultiralo brojnim američkim sankcijama koje su nametnute Libiji.
Početkom 1980-ih dolazi do pada vrijednosti nafte zbog čega se dramatično smanjio libijski BDP. Tu situaciju dodatno su pogoršale optužbe za terorizam te rastuće prijateljstvo sa Sovjetskim Savezom. To dovodi do povećane napetosti sa Zapadom, UN-ovih sankcija dok SAD 10. ožujka 1982. godine zabranjuje uvoz libijske nafte.
Ukidanjem embarga i sankcija od strane Vijeća sigurnosti UN-a, Libija ponovo počinje gospodarski rasti, ponajviše zahvaljujući visokim cijenama nafte i velikim rezervama. Izuzev krize iz 2009. godine, zemlja je doživjela visoki rast. Primjerice, on je 2003. i 2007. godine iznosio 5% dok je 2010. godine rast premašio 10%.

### Poljoiprivreda
Naftno bogatsvto omogućilo je Libiji da razvije poljoprivrednu proizvodnju na jugoistoku regije Cirenaike navodni područje oaze Kufre. Riječ je o saharskom području koje je pretvoreno u poljoprivredno. Također, za potrebe navodnjavanja tog područja, izgrađena je velika mreža vodovoda. Danas glavninu poljoprivredne proizvodnje u Libiji čine pšenica, ječam, soja, masline, agrumi i povrće ali zemlja svejedno mora uvoziti 80% hrane.
Od stočarstva, značajan je uzgoj deva, konja i peradi te ribolov.

### Turizam
Zbog desetljeća izoliranosti, u Libiji nije bio razvijan turizam kao primjerice u susjednom Tunisu. Nakon što je Gaddafi 2003. izjavio da zemlja odustaje od nuklearnih ambicija, libijske vlasti su počele izdavati vize turistima koji su polako počeli posjećivati zemlju. Turiste iz Europe, Azije i SAD-a privlače prostranstva pustinje Sahare, zabranjeni planinski vijenci i ostaci antičkih civilizacija.
U Libiji se može posjetiti arheološki lokalitet Leptis Magna čiji se ostaci nalaze u mjestu Al Khums, oko 130 km istočno od Tripolija. Riječ je o jednom od najbolje sačuvanih rimskih spomenika na Sredozemlju koji je 1982. godine upisan u UNESCO-ov popis mjesta svjetske baštine u Africi. Drugi važan arheološki lokalitet je Cirena (također na UNESCO-ovom popisu) koju je tijekom 2010. godine posjetilo oko 10.000 turista.
Izbijanjem građanskog rata u veljači 2011. godine, turizam je bio prekinut dok je zemlja ponovno otvorena strancima završetkom krvave revolucije.

## Vanjska trgovina
Europa za Libiju predstavlja najvećeg izvoznog partnera kojem prodaje čak 85% proizvedene nafte. Primjerice 2010. godine je na tržište Europske unije izvezeno 403 milijuna barela nafte ili 11% godišnje proizvodnje. Time je Libija postala treći najveći izvoznik u EU, iza Norveške i Rusije.
Najveći libijski vanjsko-trgovinski partner je njezin bivši kolonijalni gospodar Italija s kojom održava snažne trgovinske veze.

## Galerija slika
- Najveća naftna platforma na Mediteranu nalazi se na libijskom području Bouri.
- Naftni izvori u Libiji.

## Vanjske poveznice
- The Libyan Economy
- World Bank.org - Libya Overview
- Libyan economy ‘secure for now’ despite oil export crisis
- Libya: Facing Economic Collapse in 2014